# Yarımkaya, Ovacık
Yarımkaya là một xã thuộc huyện Ovacık, tỉnh Tunceli, Thổ Nhĩ Kỳ. Dân số thời điểm năm 2010 là 31 người.